# Rebelión de Arequipa de 1950
La rebelión de Arequipa de 1950 fue una rebelión civil que estalló en Arequipa, Perú, en tiempos de la Junta de Gobierno presidida por el general Zenón Noriega y subordinada al general Manuel A. Odría. Sucedió del 12 al 16 de junio de 1950 en Arequipa en protesta contra la dictadura que quería legitimarse por medio de una farsa electoral, sufriendo una severa represión a manos de las fuerzas policiales y militares.[cita requerida]

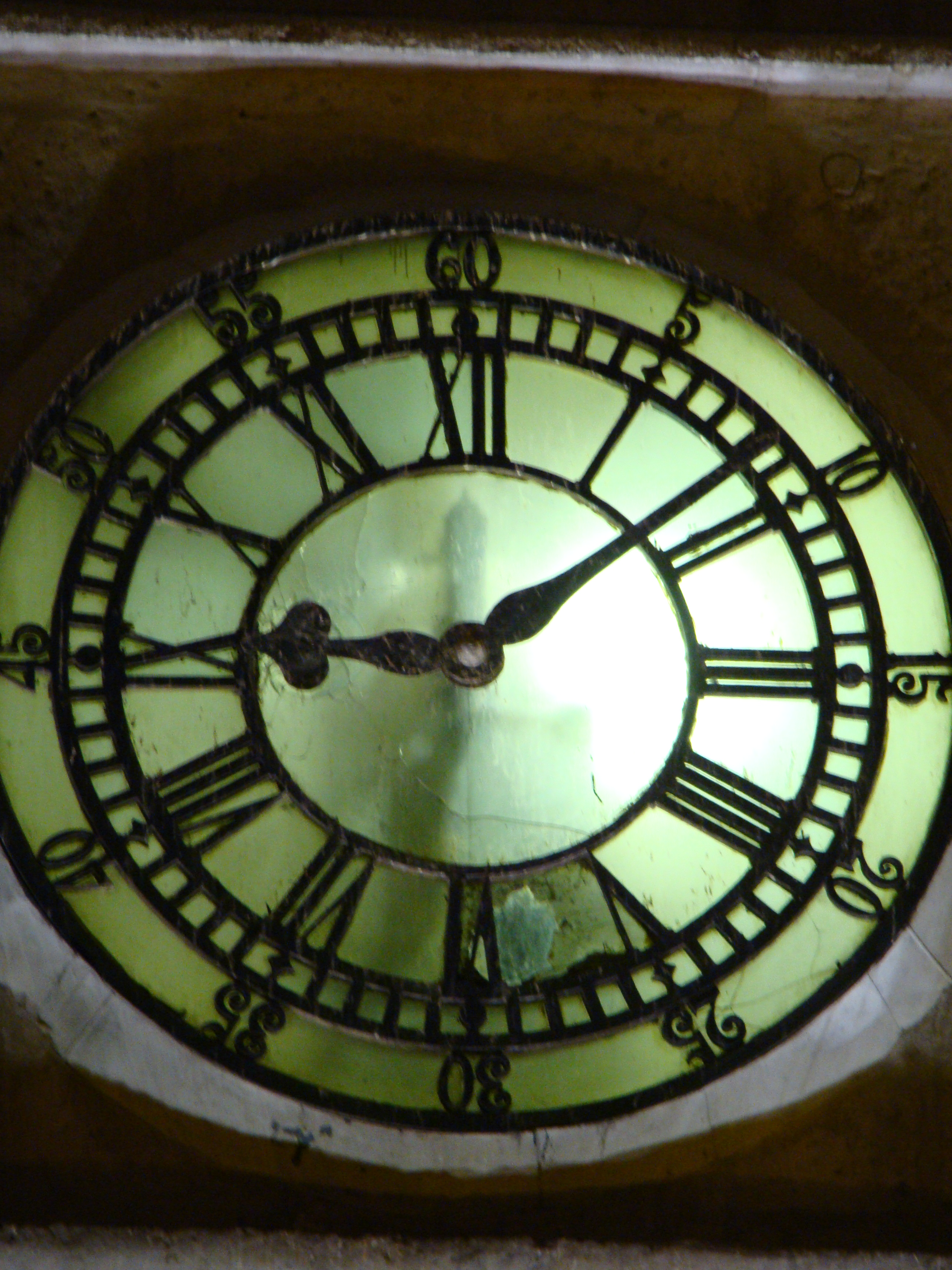
Registro histórico de un agujero en el reloj de la catedral de Arequipa, producto de un impacto de bala producido durante la revolución de junio de 1950.

## Antecedentes
El 27 de octubre de 1948 el general Manuel A. Odría encabezó un golpe militar que terminó con el gobierno democrático de José Luis Bustamante y Rivero. Odría estableció una Junta de Gobierno presidida por él mismo y luego convocó a elecciones presidenciales en las que él sería candidato. Para cumplir formalmente con el artículo 137 de la Constitución —el cual prohibía la postulación a la presidencia del ciudadano «que por cualquier título ejerce la presidencia de la República al tiempo de la elección»—, Odría hizo su “bajada al llano” el 1 de junio de 1950, reemplazándole interinamente Zenón Noriega, el número dos de la Junta. La oposición, reunida en una Liga Nacional Democrática, presentó a su vez la candidatura del general Ernesto Montagne Markholz.

## La rebelión
El 12 de junio de 1950, estalló en Arequipa una huelga de estudiantes del Colegio Nacional de la Independencia Americana. Las autoridades ordenaron a las tropas militares a salir y usar sus armas de fuego, lo que produjo, naturalmente, muchas víctimas. Ante tal barbaridad, los universitarios, movilizados por Enrique Chirinos Soto, salieron a protestar. En la tarde del 13 de junio se produjo una gigantesca manifestación en la Plaza de Armas. La policía montada atacó a sablazos a los civiles inermes.
El 14 de junio el Ejército se retiró de la ciudad. Todas las organizaciones sindicales declararon una huelga general. Ante la renuncia del prefecto y jefe militar de la plaza se improvisó una titulada Junta de Gobierno encabezada por el ilustre arequipeño, doctor Francisco Mostajo, y en la que también participó Héctor Cornejo Chávez, futuro fundador del Partido Demócrata Cristiano. La civilidad se proveyó de unas pocas armas y  levantaron barricadas en las calles. Las torres de los templos y los edificios más altos sirvieron de parapeto. Muchedumbres de civiles atacaron el casino militar, tomaron los locales de la municipalidad, la prefectura, el aeropuerto y varias radioemisoras.
Al atardecer del día 14, los soldados avanzaron hacia la ciudad para tomarla casi calle por calle. La población entró en pánico. La lucha se libró en la noche del 14, todo el 15 y hasta la madrugada del 16. Mostajo pidió entonces la intervención del cuerpo consular y convino en enviar a una delegación de parlamentarios para pactar un armisticio con el alto mando militar. Los parlamentarios elegidos fueron:  Javier de Belaúnde, Arturo Villegas Romero y Arnoldo Guillén Cárdenas, a quienes se sumó espontáneamente Carlos Bellido Gutheridge. Portando una bandera blanca salieron del edificio de la municipalidad en la noche del día 14, avanzando por la plaza de armas iluminada, a diferencia del resto de la ciudad que estaba  a oscuras. Pero intempestivamente fueron abaleados desde la calle San Francisco, y cayeron muertos Villegas y Bellido. Según parece, esta tragedia fue producto de la confusión o la mala comunicación con los militares. Sea como fuese, Belaunde y Guillén aceptaron valientemente formar parte de una segunda delegación de parlamentarios a los que esta vez el mando militar señaló una ruta. Los parlamentarios discutieron las condiciones de paz, a saber: cese de fuego, abstención de represalias por parte del Ejército y devolución de armas por la paisanería. No obstante, la huelga de los trabajadores duraría dos días más
En Lima, el Gobierno ordenó la prisión del general Ernesto Montagne, candidato a la presidencia por la Liga Nacional Democrática, quien nada tenía que ver con el inesperado y fortuito levantamiento popular de Arequipa. Además de lanzar la candidatura de Montagne, la Liga editó el diario Jornada donde Guillermo Hoyos Osores escribió unos combativos editoriales. Desatada la persecución contra todos los adversarios de Odría, Alfonso Tealdo Simi se prestó a lanzar una edición apócrifa de Jornada.
Los escritores y artistas del Movimiento Avanzada Sur apoyaron la insurrección popular, esto les valió el ser reprimidos. Su líder, el joven poeta Jorge Bacacorzo fue perseguido, trasladado a Lima y encarcelado en El Sexto. 
Denegada la inscripción de la candidatura Montagne por el sumiso Jurado Nacional de Elecciones, con el propio candidato de oposición en la cárcel, ensangrentada Arequipa, se realizaron las elecciones de 1950, con Odría como candidato único.